# Joint Resolution
Eine Joint Resolution ist ein gemeinsamer Beschluss des Senats und des Repräsentantenhauses der Vereinigten Staaten nach Artikel I., Abschnitt 7, Paragraph 3 der amerikanischen Verfassung, die die Zustimmung des Präsidenten verlangt und mit dessen Unterschrift diese Resolution rechtskräftig wird. Eine Joint Resolution hat rechtlich die gleiche Bedeutung und Wirkung wie ein Gesetz.
Joint Resolutions können sowohl vom Senat als auch vom Repräsentantenhaus initiiert werden. Sie werden dann als „H.J. Res“ für Resolutionen aus dem Repräsentantenhaus bzw. „S.J. Res“ aus dem Senat bezeichnet. Für verfassungsändernde Resolutionen ist eine Zweidrittelmehrheit notwendig und statt des Präsidenten müssen drei Viertel der Staaten die Resolution ratifizieren.
Joint Resolutions werden meist für Ad-hoc-Änderungen des US-amerikanischen Rechts, Notstandsmaßnahmen und deren Aufhebung sowie für folgenreiche Änderungen der amerikanischen Außenpolitik eingesetzt. So erfolgten alle Kriegserklärungen seit dem Spanisch-Amerikanischen Krieg auf diesem Weg, um außenpolitische Einigkeit zu demonstrieren.